# Ébersviller
Ébersviller település Franciaországban, Moselle megyében. Lakosainak száma 963 fő (2022. január 1.). Ébersviller Aboncourt, Chémery-les-Deux, Dalstein, Hestroff, Hombourg-Budange és Saint-Hubert községekkel határos.

## Népesség
A település népességének változása:
| Lakosok száma | 499  | 502  | 660  | 787  | 889  | 921  | 949  | 951  | 956  | 963  |
|               | 1968 | 1982 | 1999 | 2006 | 2011 | 2015 | 2017 | 2018 | 2020 | 2022 |